# Кеа-Китнос (округ)
Округ Кеа-Китнос (грч.  - periferiakí enótita Keas-Kitnou) је округ у периферији Јужни Егеј у средишњој Грчкој. Управно средиште округа је градић Лулис на острву Кеа. Округ обухвата већа острва Кеа и Китнос и неколико мањих острва и хриди, сва у области северозападних Киклада.
Округ Кеа-Китнос је успостављен 2011. године на поделом некадашње префектуре Киклади на 8 округа.

## Природне одлике
Округ Кеа-Китнос је острвски округ у средишњем делу Грчке, који обухвата два већа острва Кеју и Китнос и бројна мања острва и хриди, сва у средишњем делу Егејског мора. Дата острва су најближа Атици од свих Киклада, па је Кеа удаљена свега 20 километара од најјужније тачке Атике.
Острва су планинска, са мало воде, па имају мало растиња, док су већином под голетима.
Клима у округу је средоземна.

## Историја
Погледати: Кеа и Китнос

## Становништво
По последњим проценама из 2001. године округ Кеа-Китнос је имао нешто око 4.000 становника, од чега око 1/4 живи у седишту округа, граду Лулису.
Етнички састав: Главно становништво округа су Грци, а званично признатих историјских мањина нема.
Густина насељености је свега 16 ст./км², што је чак 5 пута мање од просека Грчке (око 80 ст./км²).

## Управна подела и насеља
Округ Кеа-Китнос се дели на 2 општине (број је ознака општине на карти):
1. Кеа - 8
2. Китнос - 10

Град Лулис је највеће насеље и седиште округа, али није велико насеље.

## Привреда
Становништво округа Кеа-Китнос је традиционално било окренуто поморству и средоземној пољопривреди (агруми, маслине). Иако су дате делатности и данас развијене, оне су у сенци туризма. Током протеклих деценија округ је постао туристичко одредиште у Грчкој.